# Martin Apelqvist
Martin Apelqvist, född 29 december 1986 i Lidköping, är en svensk bandyspelare. Han spelar sedan 2012 i Örebro SK. Han har även gjort landskamper på juniornivå.

## Tidigare klubbar
- Kållands BK (moderklubb)
- Villa Lidköping BK (2002–2007)
- Bollnäs GoIF (2007–2008)
- Gripen Trollhättan BK (2008–2009, 2010–2012)
- Boltic/Göta (2009–2010)